# أداد أشعر
الأداد الأشعر أو الثُغام الأشعر أو الأشخيص الأشعر (باللاتينية: Carlina comosa) نوع نباتي ينتمي إلى جنس الأداد من الفصيلة النجمية.

## الموئل والانتشار
موطنه بلاد الشام.

## مرادفات للاسم العلمي
- (باللاتينية: Acarna comosa Spreng.)
- (باللاتينية: Atractylis comosa (Spreng.) DC.)
- (باللاتينية: Chamaeleon comosus (Spreng.) Greuter)